# Едмунд Лайонс, 1-й барон Лайонс
Едмунд Лайонс, 1-й барон Лайонс (з 23 червня 1856) (англ. Edmund Lyons, 1st Baron Lyons; 21 листопада 1790 — 23 листопада 1858) — британський морський начальник, віцеадмірал (19 березня 1857), учасник Кримської війни.

## Біографія
Едмунд Лайонс народився 21 листопада 1790 року в маєтку Вайтгейс-Гаус, Бертон, поблизу Крайстчерча. Він був четвертим сином капітана Джона Лайонса, власника великих плантацій цукрової тростини на Антигуа, чия британська резиденція знаходилася у Сент-Остенс, Лімінгтон, графство Гемпшир. Його матір’ю була Кетрін (уроджена Волронд), донька Мейна Світ Волронда, 5-го маркіза де Ваялладо.
Серед його братів були Джон Лайонс (1787–1872), віцеадмірал, учасник битви при Трафальгарі на борту HMS Victory та посол Великої Британії в Єгипті. Мейн Волронд Лайонс (1798–1827), лейтенант Королівського флоту, який загинув у битві при Наварині та Гамфрі Лайонс (1802–1873), генерал-лейтенант армії Бомбейського президентства в Індії.

Його племінниками були адмірал флоту сер Алджернон Макленнан Лайонс (1833–1908) та Річард Лайонс Пірсон, помічник комісара столичної поліції. Хрещеними батьками Едмунда Лайонса були сер Річард Гассі Бікертон та леді Бікертон.

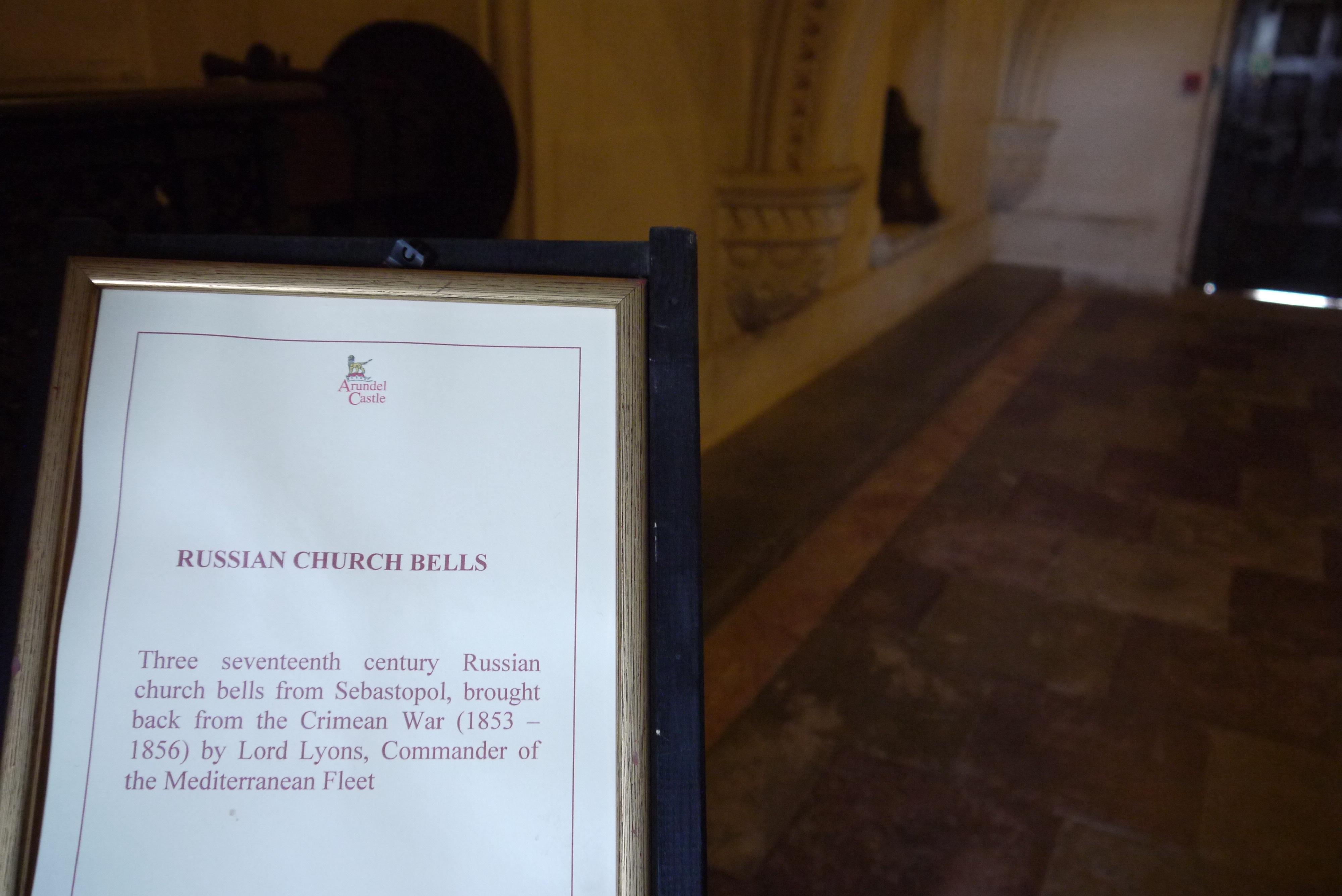
Трофеї Лайонса з Севастополя в замку Арундель — російські церковні дзвони

Вступив на службу в королівський флот в 1803 році; командував 18-гарматним бриг-шлюпом «Барракуда» під час військових дій на морі проти Голландії У Вест-Індії в 1810—1811 роки; в 1814 році командував корветом «Рінальдо»; в 1815 пішов у відставку.
Поступив в Форин-офіс і служив посланником в Афінах, Швейцарії і Швеції. У 1828 році повернувся на флот і брав участь у середземноморській кампанії 1828—1833 років: командував фрегатами «Блонд» і «Мадагаскар», у 1829 році крейсував в Чорному морі.
У 1853 році за протекцією військово-морського міністра лорда Грема був призначений другим після адмірала Джеймса Дандаса командувачем британських морських сил у Середземне море в чині контрадмірала; брав участь у першому бомбардуванні Севастополя Після відкликання лорда Дандаса в січні 1857 року Лайонс був призначений головнокомандувачем британського флоту.
Після закінчення Кримської війни Лайонс вивіз із Севастополя як трофеї церковні дзвони, що датуються XVII століттям, які зберігаються по теперішній час у сімейному замку Арундель у Сассексі.
У 1854 році англійський корвет «Міранда» (HMS Miranda) під командуванням сина Лайонса — Едмунда Мобрі Лайонса, повністю зруйнував Кольський острог з Воскресенським собором внаслідок воєнних дій на Білому морі, сам Мобрі Лайонс загинув наприкінці Кримської кампанії.